# Communauté de communes du Canton de Hirsingue
Die Communauté de communes du Canton de Hirsingue war ein Gemeindeverband unter den französischen Communautés de communes. Er lag im Sundgau, einer Landschaft im Süden des Elsass nahe der Schweizer Grenze und umfasste elf der 24 Gemeinden des ehemaligen Wahlkreises Kanton Hirsingue: Bettendorf, Bisel, Feldbach, Friesen, Heimersdorf, Henflingen, Hirsingue, Oberdorf, Riespach, Seppois-le-Haut und Ueberstrass.
Am 1. Januar 2014 wurde der Gemeindeverband aufgelöst. Die Gemeinden wurden auf die folgenden Gemeindeverbände aufgeteilt:
- Communauté de communes d’Altkirch (Heimersdorf und Hirsingue)
- Communauté de communes Ill et Gersbach
- Communauté de communes du Jura Alsacien (Bisel, Feldbach und Riespach)
- Communauté de communes de la Vallée de Hundsbach
- Communauté de communes de la Largue